# Контрада Рицакорно (Кјети)
Контрада Рицакорно (итал. Contrada Rizzacorno) је насеље у Италији у округу Кјети, региону Абруцо.
Према процени из 2011. у насељу је живело 34 становника. Насеље се налази на надморској висини од 149 м.